# ريان أندرسون (لاعب كرة قاعدة)
ريان أندرسون (بالإنجليزية: Ryan Anderson)‏ هو لاعب كرة قاعدة أمريكي، ولد في 12 يوليو 1979.

## وصلات خارجية
- ريان أندرسون على موقعبيزبول رفرنس.كوم (الدوري الثانوي) (الإنجليزية)